# Esquadrão N.º 74 da RAF

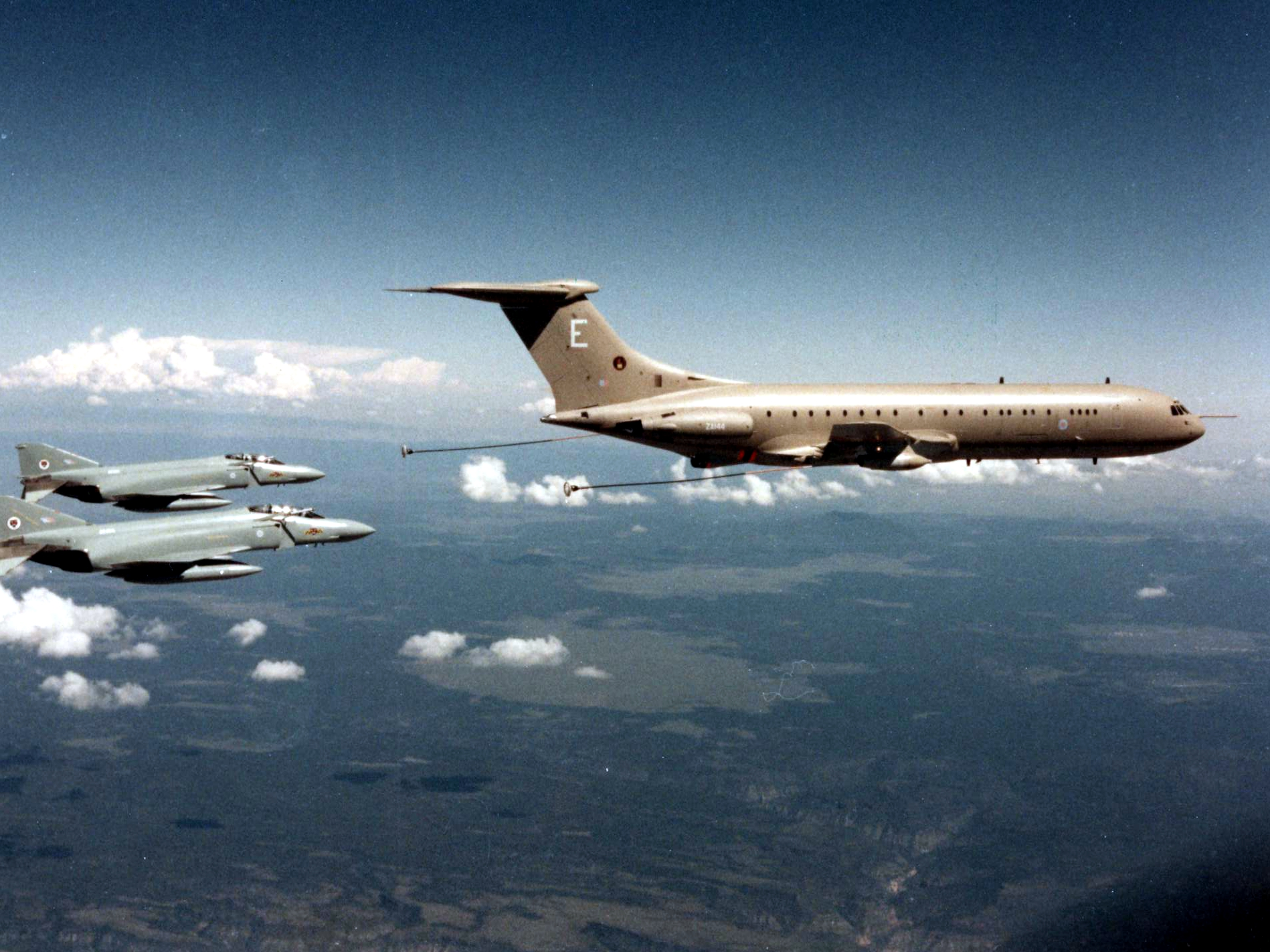
Dois McDonnell Phantom F.3 (ou F-4J (UK)) do 74º Esquadrão são reabastecidos por um Vickers VC10 K.2.

O Esquadrão N.º 74, também conhecido como "Esquadrão Tigre" devido ao símbolo da cabeça de tigre, foi um esquadrão da Força Aérea Real. Operou aviões de combate de 1917 a 1990, e depois aviões de treino até à sua dissolução em 2000. Foi membro da Royal Air Force da NATO Tiger Association de 1961 até a dissolução do esquadrão, desde então foi substituído pelo No. 230 Squadron.
Participou activamente na Primeira Guerra Mundial e na Segunda Guerra Mundial.

## Aeronaves operadas
- Avro 504K (Jul 1917 – Mar 1918)[3]
- Sopwith Pup (Jan 1918 – Mar 1918)[3]
- Sopwith Scout (Jan 1918 – Mar 1918)[3]
- Royal Aircraft Factory S.E.5a (Mar 1918 – Feb 1919)[3]
- Hawker Demon Mk.(Sep 1935 – Apr 1937)[3]
- Gloster Gladiator Mk.I (Mar 1937)[3]
- Gloster Gauntlet Mk.II (Mar 1937 – Feb 1939)[3]
- Miles Magister Mk.I (1938–1944)[3]
- Supermarine Spitfire Mk.I/Ia (Feb 1939 – Sep 1940)[4]
- Supermarine Spitfire Mk.IIa/IIb (Jun 1940 – Dec 1941)[5]
- Vickers-Supermarine Spitfire Mk.Vb (May 1941 – Mar 1942)[6]
- Hawker Hurricane Mk.I/IIb/IIc (Dec 1942 – Sep 1943)[6]
- Vickers-Supermarine Spitfire Mk.Vb (Sep 1943 – Apr 1944)[7]
- Vickers-Supermarine Spitfire Mk.Vc (Sep 1943 – Apr 1944)[7]
- Vickers-Supermarine Spitfire Mk.IX (Oct 1943 – Apr 1944)[7]
- Vickers-Supermarine Spitfire LF.IXe (Apr 1944 – Mar 1945)[7]
- Vickers-Supermarine Spitfire LF.XVIe (Mar 1945 – May 1945)[8]
- Gloster Meteor F.3 (May 1945 – Mar 1948)[9]
- Gloster Meteor F.4 (Dec 1947 – Oct 1950)[9]
- Gloster Meteor T.7 (1950–1957)[10]
- Gloster Meteor F.8 (Oct 1950 – Mar 1957)[11]
- Hawker Hunter F.4 (Mar 1957 – Jan 1958)[10]
- Hawker Hunter F.6 (Nov 1957–1960)[10]
- Hawker Hunter T.7 (1958–1966)[12]
- English Electric Lightning F.1/F.1a (Jun 1960 – Apr 1964)[12]
- English Electric Lightning F.3 (Apr 1964 – Sep 1967)[12]
- English Electric Lightning T.4 (1961–1966)[12]
- English Electric Lightning T.5 (Jun 1967 – Aug 1971)[13]
- English Electric Lightning F.6 (Jun 1966 – Aug 1971)[12]
- McDonnell Douglas F-4J(UK) Phantom (Aug 1984 – Jan 1991)[13]
- McDonnell Douglas F-4M Phantom FGR.2 (Jan 1991 – Oct 1992)[13][14]
- British Aerospace Hawk T.1/T.1A (Oct 1992 – Sep 2000)[14]